# Cornell Green
Cornell Duane Green (St. Petersburg, 25 agosto 1976) è un ex giocatore di football americano statunitense.

## Carriera
Stagione 1999
Preso dai rookie non scelti nel draft dagli Atlanta Falcons, passando l'intera stagione nella squadra di allenamento.
Stagione 2000
Passa ai New York Jets ma non gioca nemmeno una partita.
Stagione 2001
Non gioca nemmeno una partita.
Stagione 2002
Passa ai Tampa Bay Buccaneers, scende in campo per la prima volta in una partita ufficiale e fa anche il suo debutto da titolare l'8 settembre contro i New Orleans Saints. Gioca 16 partite di cui 3 da titolare concludendo la stagione con la vittoria del Super Bowl XXXVII.
Stagione 2003
Gioca 7 partite di cui 5 da titolare.
Stagione 2004
Passa ai Denver Broncos ma non gioca nessuna partita.
Stagione 2005
Gioca 14 partite ma nessuna da titolare.
Stagione 2006
Ritorna ai Buccaneers e gioca 14 partite.
Stagione 2007
Passa agli Oakland Raiders e gioca 10 partite tutte quante da titolare.
Stagione 2008
Ha giocato 16 partite tutte da titolare.
Stagione 2009
Il 21 marzo è stato fermato e trattenuto dalla polizia per una notte intera perché ha spinto contro il muro ed ha colpito il braccio destro della madre dei suoi 2 figli con un manico di scopa. Ha giocato 12 partite tutte da titolare, saltandone 4 per infortunio.
Stagione 2010
Dopo esser rimasto per 3 giorni unrestricted free agent, l'8 marzo ha firmato con i Buffalo Bills un contratto di 3 anni per un totale di 9 milioni di dollari.

## Palmarès

### Franchigia
- Super Bowl : 1

Tampa Bay Buccaneers: XXXVII
- National Football Conference Championship: 1

Tampa Bay Buccaneers: 2002